# McGehee
McGehee is een plaats (city) in de Amerikaanse staat Arkansas, en valt bestuurlijk gezien onder Desha County.

## Demografie
Bij de volkstelling in 2000 werd het aantal inwoners vastgesteld op 4570.
In 2006 is het aantal inwoners door het United States Census Bureau geschat op 4159, een daling van 411 (-9,0%).

## Geografie
Volgens het United States Census Bureau beslaat de plaats een oppervlakte van
16,6 km², geheel bestaande uit land.

## Plaatsen in de nabije omgeving
De onderstaande figuur toont nabijgelegen plaatsen in een straal van 32 km rond McGehee.